# Stolperstein in Letschin

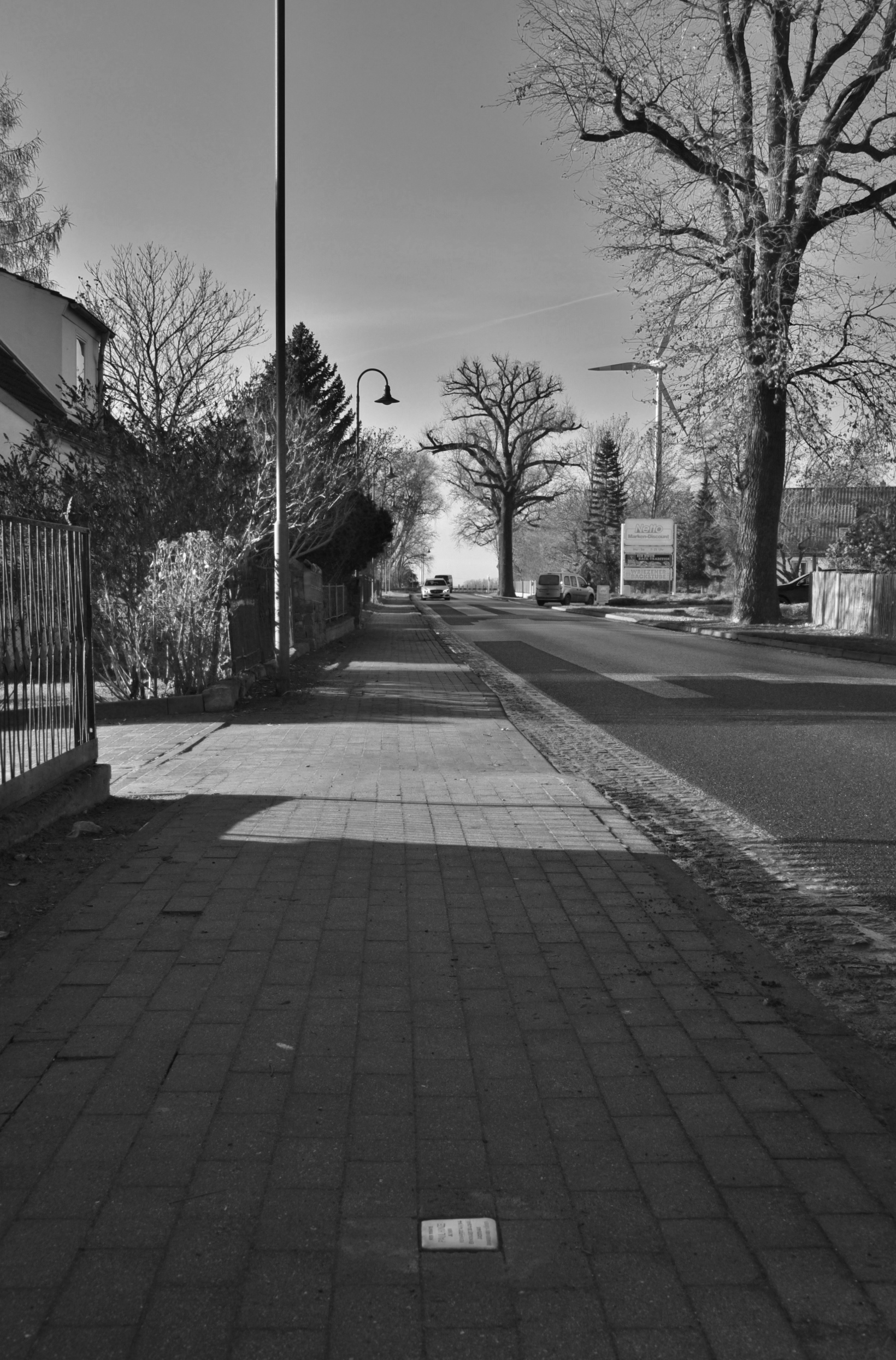
Stolperstein für Paul Hinze

Der Stolperstein in Letschin enthält den für Paul Hinze im Rahmen des Projektes des Künstlers Gunter Demnig in der brandenburgischen Gemeinde Letschin verlegten Stolperstein. Stolpersteine erinnern an das Schicksal der Menschen, die von den Nationalsozialisten ermordet, deportiert, vertrieben oder in den Suizid getrieben wurden. Die Stolpersteine werden in der Regel von ihm vor dem letzten selbstgewählten Wohnsitz des Opfers verlegt.

## Stolperstein
In Letschin wurde ein Stolperstein verlegt. Er erinnert an Paul Hinze.
| Stolperstein      | Inschrift                                                                                           | Verlegeort           | Name, Leben |
| ----------------- | --------------------------------------------------------------------------------------------------- | -------------------- | --- |
| weitere Bilder \| | HIER WOHNTE PAUL HINZE JG. 1906 VERHAFTET 14.4.1944 ERMORDET 20.4.1945 ZUCHTHAUS BRANDENBURG-GÖRDEN | Wriezener Straße 9 · | Paul Hinze, Deckname Max, wurde am 10. August 1906 in Letschin geboren. Er war ein deutscher Kommunist und Widerstandskämpfer. Seine Eltern waren Paul Hinze und Martha, geborene Erdmann. Er hatte zwei Schwestern und zwei Brüder. Sein Vater war Schuhmacher, er selbst erlernte den Beruf des Fleischers. Nach der Gesellenprüfung im Jahr 1924 zog Hinze nach Berlin und arbeitete in verschiedenen fleischverarbeitenden Betrieben. Er sympathisierte mit kommunistischem Gedankengut, trat der Revolutionären Gewerkschafts-Opposition (RGO) bei und schließlich auch der KPD. 1938 heiratete er Wally Reitzig, eine Verkäuferin, schloss die Meisterprüfung ab und eröffnete einen Fleischerladen in der Lehderstraße 96 in Weißensee. Er galt als "tüchtig und sparsam" und konnte weitere zwei Fleischereigeschäfte in Schöneberg übernehmen. Seine Ehe blieb kinderlos. Er lernte den Ringer Werner Seelenbinder, auch er kein Sympathisant der Nationalsozialisten, kennen und schloss sich der Widerstandsgruppe um Robert Uhrig an. Es wurde ihm später auch eine Naheverhältnis zum Widerstandskämpfer Anton Saefkow vorgeworfen. Auch nach der Machtergreifung Hitlers und der NSDAP unterstützte er die KPD-Führung, stellte illegal Druckermaschinen im Hinterzimmer seines Ladens auf und ermöglichte die Vervielfältigung von antifaschistischen Flugblätter. Im Spätherbst 1941 übernahm er die Betreuung des KPD-Instrukteurs Alfred Kowalke, der nach seiner Rückkehr aus den Niederlanden im Untergrund lebte. Paul Hinze versorgte ihn und Werner Seelenbinder mit Geld und Lebensmitteln. Im Februar 1943 musste auch er sich verstecken. Hinze fand Unterschlupf bei Georg Lehnig, wurde jedoch am 14. April 1944 aufgespürt und in Haft genommen. Zugleich wurden auch Max Borrack, ein Handelsvertreter und Widerstandskämpfer, sowie dessen Frau Marta verhaftet. Den Borracks wurde vorgeworfen, Hinze Unterkunft gewährt zu haben. Borrack wurde wegen „Vorbereitung zum Hochverrat“ sowie Wehrkraftzersetzung zum Tode verurteilt und am 19. Februar 1945 im Zuchthaus Brandenburg hingerichtet, dessen Frau wurde zu zwei Jahren Haft verurteilt, weil sie Paul Hinze und ihren Mann nicht angezeigt hatte. Hinze verübte einen Selbstmordversuch, der scheiterte. Am 15. Februar 1945 wurde er von einem sogenannten Sondergerichtshof unter Vorsitz von Senatspräsidenten Kurt Albrecht zum Tode verurteilt und am 20. April 1945 im Alter von 39 Jahren in Brandenburg-Görden hingerichtet, wenige Tage vor dem Untergang des NS-Regimes. Gemeinsam mit ihm wurden auch dreißig weitere Genossen hingerichtet, laut seiner Frau aufgrund eines Sonderbefehls von Himmler – am Geburtstag des Führers. Für Paul Hinze wurden insgesamt drei Stolpersteine verlegt, neben diesem jeweils einer in Berlin-Schöneberg und in Berlin-Tegel. In Tegel wurden 13 Stolpersteine für Mitglieder der Mannhart-Gruppe verlegt, stellvertretend für alle Mitglieder dieser Gruppe. Neben dem alten Borsig-Werkstor am Borsigturm in Berlin-Tegel wurde eine Gedenktafel angebracht. |

## Verlegedatum
Der Stolperstein wurde am 11. Juli 2007 vom Künstler Gunter Demnig persönlich verlegt.